# Маут
Маут (њем. Mauth) општина је у њемачкој савезној држави Баварска. Једно је од 25 општинских средишта округа Фрејунг-Графенау. Према процјени из 2010. у општини је живјело 2.407 становника. Посједује регионалну шифру (AGS) 9272134.

## Географски и демографски подаци
Маут се налази у савезној држави Баварска у округу Фрејунг-Графенау. Општина се налази на надморској висини од 821 метра. Површина општине износи 28,9 km². У самом мјесту је, према процјени из 2010. године, живјело 2.407 становника. Просјечна густина становништва износи 83 становника/km².